# 蝙蝠葛鹼
蝙蝠葛鹼（英語：Dauricine）又稱作山豆根鹼，是一種鈣通道阻滯藥。它是主要的毒素使北美攀緣植物美國蝙蝠葛(Menispermum canadense)具有毒性（通常會致命）。

## 外部連結
- 蝙蝠葛堿 Dauricine （页面存档备份，存于） 中草藥化學圖像數據庫 (香港浸會大學中醫藥學院) （中文）（英文）